# Саванна (Оклахома)
Саванна (англ. Savanna) — місто (англ. town) в США, в окрузі Піттсбург штату Оклахома. Населення — 623 особи (2020).

## Географія
Саванна розташована за координатами 34°50′14″ пн. ш. 95°50′1″ зх. д. / 34.83722° пн. ш. 95.83361° зх. д. (34.837090, -95.833541).  За даними Бюро перепису населення США в 2010 році місто мало площу 3,71 км², з яких 3,68 км² — суходіл та 0,02 км² — водойми.

## Демографія
Згідно з переписом 2010 року, у місті мешкало 686 осіб у 276 домогосподарствах у складі 190 родин. Густота населення становила 185 осіб/км².  Було 348 помешкань (94/км²).
Расовий склад населення:
| - 74,3 % — білих - 13,3 % — корінних американців - 0,9 % — чорних або афроамериканців - 0,7 % — азіатів - 1,9 % — осіб інших рас |

До двох чи більше рас належало 8,9 %. Частка іспаномовних становила 3,2 % від усіх жителів.
За віковим діапазоном населення розподілялося таким чином: 23,9 % — особи молодші 18 років, 62,3 % — особи у віці 18—64 років, 13,8 % — особи у віці 65 років та старші. Медіана віку мешканця становила 42,0 року. На 100 осіб жіночої статі у місті припадало 103,0 чоловіків;  на 100 жінок у віці від 18 років та старших — 102,3 чоловіків також старших 18 років.
Середній дохід на одне домашнє господарство  становив 55 929 доларів США (медіана — 49 464), а середній дохід на одну сім'ю — 65 871 долар (медіана — 58 958). Медіана доходів становила 50 556 доларів для чоловіків та 30 500 доларів для жінок. За межею бідності перебувало 19,0 % осіб, у тому числі 25,0 % дітей у віці до 18 років та 4,9 % осіб у віці 65 років та старших.
Цивільне працевлаштоване населення становило 308 осіб. Основні галузі зайнятості: публічна адміністрація — 18,8 %, освіта, охорона здоров'я та соціальна допомога — 18,5 %, виробництво — 11,7 %, сільське господарство, лісництво, риболовля — 11,7 %.